# Circonscription de Dakhla-Oued Ed-Dahab

Carte de la circonscription.

La circonscription de Dakhla-Oued Ed-Dahab est la circonscription législative marocaine de la région de Dakhla-Oued Ed-Dahab. Elle est l'une des douze circonscriptions législatives régionales créées après la réforme électorale de 2021. Elle est représentée dans la XIe législature par Khadija Bougarne, Rifaa Maelainine et Laila Ahl Sidi Mouloud.

## Historique des élections

### Élections de 2021
| Parti       | Parti                                                       | Voix   | %      | Député(s) élus         |  |
| ----------- | ----------------------------------------------------------- | ------ | ------ | ---------------------- |  |
|             | Parti de l'Istiqlal (PI)                                    | 15 623 | 44,84  | Khadija Bougarne       |  |
|             | Rassemblement national des indépendants                     | 8 309  | 23,85  | Laila Ahl Sidi Mouloud |  |
|             | Parti authenticité et modernité (PAM)                       | 2 036  | 5,84   | Rifaa Maelainine       |  |
|             | Parti de l'Espoir (PE)                                      | 1 993  | 5,72   |                        |  |
|             | Parti du progrès et du socialisme (PPS)                     | 1 862  | 5,34   |                        |  |
|             | Parti vert marocain (PVM)                                   | 1 790  | 5,14   |                        |  |
|             | Parti de la justice et du développement (PJD)               | 565    | 1,62   |                        |  |
|             | Parti de la société démocratique (PSD)                      | 564    | 1,62   |                        |  |
|             | Union socialiste des forces populaires (USFP)               | 281    | 0,81   |                        |  |
|             | Parti du centre social (PCS)                                | 266    | 0,76   |                        |  |
|             | Parti de la renaissance et de la vertu (PRV)                | 215    | 0,62   |                        |  |
|             | Parti de l'environnement et du développement durable (PEDD) | 211    | 0,61   |                        |  |
|             | Parti marocain libéral (PML)                                | 206    | 0,59   |                        |  |
|             | Mouvement démocratique et social (MDS)                      | 183    | 0,53   |                        |  |
|             | Parti des Néo-Démocrates (PND)                              | 169    | 0,49   |                        |  |
|             | Parti de la réforme et du développement (PRD)               | 143    | 0,41   |                        |  |
|             | Parti de la renaissance (PAN)                               | 133    | 0,38   |                        |  |
|             | Parti de la liberté et de la justice sociale (PLJS)         | 111    | 0,32   |                        |  |
|             | Parti de l'équité (PRE)                                     | 86     | 0,25   |                        |  |
|             | Parti démocratique de l'indépendance (PDI)                  | 52     | 0,15   |                        |  |
|             | Parti travailliste (PT)                                     | 46     | 0,13   |                        |  |
|             |                                                             |        |        |                        |  |
| Inscrits    | Inscrits                                                    | 58 561 | 100,00 |                        |  |
| Abstentions | Abstentions                                                 | 23 717 | 40,50  |                        |  |
| Exprimés    | Exprimés                                                    | 34 844 | 59,50  |                        |  |